# Кук, Дейн
Дейн Дже́ффри Кук (англ. Dane Jeffrey Cook; род. 18 марта 1972, Бостон, Массачусетс, США) — американский стэндап-комедиант, актёр, режиссёр, сценарист и продюсер. Он выпустил пять комедийных альбомов: «Harmful If Swallowed», «Dane Cook: Vicious Circle», «Rough Around the Edges: Live from Madison Square Garden», «Isolated Incident» и «Retaliation», который достиг самого высокого уровня в чартах среди комедийных альбомов за последние 28 лет и стал дважды платиновым. Кук участвует во многих телешоу, осенью 2006 года он представил собственное шоу совместно с HBO. Помимо карьеры комика, Кук снимается в фильмах, самые известные из них: «Большая жратва», «Лондон», «Удачи, Чак», «Кто вы, мистер Брукс?» и «Девушка моего лучшего друга».
В сентябре 2006 года он выпустил свой первый сингл с песней «I’ll Never Be You». В этом же году Дейн был упомянут в числе «100 самых влиятельных личностей 2006 года» журналом Time. Дейн Кук является одной из первых знаменитостей, открывших свою страницу в социальной сети Myspace.

## Биография
Дейн Джеффри Кук родился 18 марта 1972 года в Массачусетсе, второй сын Донны Джин (урождённая Форд) и Джорджа Ф. Кука. У Дейна Кука также есть старший брат — Дэррил, и пять сестёр. Вырос Кук в Арлингтоне, где учился в средней школе.

## Карьера

### Стендап
В 1994 году Дейн Кук переехал в Нью-Йорк и всерьез занялся стэндапом. Там он выступал в комедийных клубах и колледжах. Два года спустя он переехал в Лос-Анджелес.
В 1998 году Кук появился в программе телеканала Comedy Central «Premium Blend». С этого началось сотрудничество Кука и Comedy Central, которое продлилось много лет. В 2000 году вышел получасовой спецвыпуск «Comedy Central Presents» с участием Кука.
В 2003 году Кук выпустил свой первый диск «Harmful If Swallowed». В связи с его успехом, Кук подписал контракт с Comedy Central Records и диск стал платиновым. Второй диск «Retaliation» вышел в 2005 году и стал дважды платиновым. Оба диска вышли на CD и DVD. Кук выступал на MTV Video Music Awards, а после этого к нему присоединился Snoop Dogg (который представлял его) на вручении премии MTV Video Music Awards за лучшее видео дебютанта.
3 декабря 2005 года Кук вел программу «Субботним вечером в прямом эфире». Он выступил с самым длинным монологом в истории шоу. После всех своих успехов Дейн Кук продолжил выступать и выпускать комедийные альбомы.

### Кино и телевидение
В начале своей карьеры актёра Дейн Кук играл маленькие и незначительные роли, в таких фильмах как «Бадди», «Мухоловка», «Таинственные люди», «Суперагент Саймон», а также некоторые другие и несколько короткометражек.
Свою первую крупную роль Кук сыграл в комедии 2006 года «Свидание моей мечты», где его напарниками по съёмкам были Джессика Симпсон и Дэкс Шепард. В 2007 году он сыграл свою первую, не комедийную роль, в фильме «Кто вы, мистер Брукс?» c Кевином Костнером в главной роли. Фильм собрал 10,017,067 миллионов долларов в первый уикенд, что принесло Куку широкую известность. После успеха фильма, Дейна Кука начали приглашать на главные роли, которые он сыграл в фильмах: «Удачи, Чак!» с Джессикой Альбой и Дэном Фоглером в остальных ролях, и «Девушка моего лучшего друга», где его напарниками были Джейсон Биггз и Кейт Хадсон.
В 2010 году Дейн Кук пробовался на роль супергероя Капитана Америка в научно-фантастическом фильме «Первый Мститель», который вышел в 2011 году, но режиссёр картины, Джо Джонстон, принял на роль Криса Эванса.

## Дискография

### Комедийные альбомы
- 2003: Harmful If Swallowed
- 2005: Retaliation
- 2007: Rough Around the Edges: Live from Madison Square Garden
- 2009: Isolated Incident

### Другие релизы
- 2006: Dane Cook's Tourgasm (3DVD)
- 2007: The Lost Pilots (DVD) Sony Pictures Television

## Синглы
- (2006) I'll Never Be You — #100 (поп США), #4 (Германия)
- (2007) Forward
- (2010) Drunk Girl/Red Car[15]

Кук написал и исполнил песню «Ruthie Pigface Draper» для фильма «Влюбиться в невесту брата» c Норбертом Лео Батцом.

## Фильмография

### Актёр
| Год       |    | Русское название             | Оригинальное название | Роль               |
| --------- | -- | ---------------------------- | --------------------- | ------------------ |
| 1995—1996 | с  | Maybe This Time (англ.)      | Maybe This Time       | Кайл               |
| 1997      | ф  | Бадди                        | Buddy                 | Fair Cop           |
| 1997      | ф  | Мухоловка                    | Flypaper              | Тим                |
| 1998      | с  | Непредсказуемая Сьюзан       | Suddenly Susan        | Эллиот             |
| 1999      | ф  | Spiral (англ.)               | Spiral                | Дэвид              |
| 1999      | ф  | Таинственные люди            | Mystery Men           | The Waffler        |
| 1999      | ф  | Суперагент Саймон            | Simon Sez             | Ник Миранда        |
| 2002      | ф  | L.A.X. (англ.)               | L.A.X.                | Террел Чесмен      |
| 2002      | ф  | Искатели приключений         | The Touch             | Боб                |
| 2002—2007 | мс | Говорящие куклы              | Crank Yankers         | разные персонажи   |
| 2003      | тф | Windy City Heat (англ.)      | Windy City Heat       | Роман Полански     |
| 2003      | ф  | Застрял в тебе               | Stuck on You          | офицер Фрайоли     |
| 2003      | ф  | R3 (англ.)                   | R3                    | Тони               |
| 2003—2010 | с  | Джимми Киммел в прямом эфире | Jimmy Kimmel Live!    | в роли самого себя |
| 2004      | тф | Humor Me (англ.)             | Humor Me              | Дейн               |
| 2004      | ф  | Крутящий момент              | Torque                | Нил Лафф           |
| 2004      | с  | Good Girls Don't... (англ.)  | Good Girls Don't...   | Макс               |
| 2004      | ф  | Мистер 3000                  | Mr. 3000              | Sausage Mascot     |
| 2005      | тф | Cooked (англ.)               | Cooked                | Дейн               |
| 2005      | мс | Duck Dodgers (англ.)         | Duck Dodgers          | Van Chancy         |
| 2005      | ф  | Большая жратва               | Waiting...            | Флойд              |
| 2005      | ф  | Лондон                       | London                | Джордж             |
| 2006      | ф  | Фарс пингвинов               | Farce of the Penguins | пингвин Онлайн     |
| 2006      | ф  | Свидание моей мечты          | Employee of the Month | Зак                |
| 2007      | ф  | Кто вы, мистер Брукс?        | Mr. Brooks            | мистер Смит        |
| 2007      | ф  | Удачи, Чак!                  | Good Luck Chuck       | Чарли              |
| 2007      | ф  | Влюбиться в невесту брата    | Dan in Real Life      | Митч               |
| 2008      | ф  | Девушка моего лучшего друга  | My best friend's girl | Тэнк Тёрнер        |
| 2011      | с  | Гавайи 5.0                   | Hawaii Five-0         | Мэтт Уильямс       |
| 2012      | ф  | Наказание                    | Detention             | директор школы     |

### Режиссёр, сценарист и продюсер
В 2003 году Дейн Кук снял свою первую картину — 20-минутную короткометражку «8 Guys», которая не вышла в широкий прокат. Помимо этой работы, Кук продюсировал некоторые фильмы, включая «Девушка моего лучшего друга», где он сыграл одну из главных ролей. Сценаристом он был в своём фильме «8 Guys», а также в нескольких других картинах.